# Roberto Di Matteo
Roberto Di Matteo (Schaffhausen, 29 mei 1970) is een Italiaans voetbaltrainer en voormalig profvoetballer.

## Clubcarrière
Di Matteo werd in Zwitserland geboren als zoon van Italiaanse ouders. Hij begon zijn loopbaan als middenvelder in 1988 bij FC Schaffhausen. In 1991 ging hij naar FC Zürich en een seizoen later speelde hij voor FC Aarau. Tussen 1993 en 1996 speelde hij in Italië voor SS Lazio. Hierna ging hij naar Chelsea FC waar hij zijn loopbaan in 2002 beëindigde.

## Interlandcarrière
Di Matteo kwam 34 keer uit voor het Italiaans voetbalelftal en maakte daarbij twee doelpunten. Onder leiding van bondscoach Arrigo Sacchi maakte hij zijn debuut op 16 november 1994 in de EK-kwalificatiewedstrijd tegen Kroatië (1-2), net als verdediger Paolo Negro (Lazio Roma). Hij viel in dat duel na 55 minuten in voor Demetrio Albertini.

## Trainerscarrière
Na zijn spelersloopbaan werd hij in 2008 trainer van Milton Keynes Dons FC. Hij haalde hier de Play-Off finale voor promotie naar de Football League Championship. Hij verloor hem echter wel. Sinds 2009 is hij trainer van West Bromwich Albion FC waarmee hij naar de Premier League promoveerde. Op 6 februari 2011 werd hij bij die laatste club ontslagen. Vanaf de zomer van 2011 is hij assistent-trainer bij zijn oude club Chelsea FC.
Na het ontslag van de Portugese trainer André Villas-Boas op 4 maart 2012 nam zijn assistent Di Matteo de honneurs waar voor de rest van het seizoen. Op 19 mei van datzelfde jaar won hij met Chelsea de Champions League, nadat het in de finale te sterk was gebleken voor Bayern München. Het was de eerste keer in de geschiedenis van Chelsea dat de club deze prijs won. Daarvoor had Di Matteo ook al de FA Cup gewonnen, na een 2-1 zege op Liverpool. In de competitie eindigde Chelsea als zesde.
Het jaar daarna begon wisselvallig. Chelsea verloor de strijd om het Community Shield van Manchester City met 3-2, dankzij een vroege rode kaart voor Branislav Ivanović. Voor de rode prent stond het nog 1-0 voor. Daarna was Chelsea kansloos in de Europese Supercup. Het werd met 4-1 verslagen door Europa League winnaar Atletico Madrid. Wel stond Chelsea een geruime tijd op kop in de Premier League. De klad raakte er echter in en op 21 november 2012, één dag na de met 3-0 verloren wedstrijd in de Champions League tegen Juventus, werd Di Matteo ontslagen.
Na het ontslag van Jens Keller werd Di Matteo op 7 oktober 2014 aangesteld als hoofdcoach van FC Schalke 04. Hier werd hij in 2015 ontslagen. Di Matteo werd in juni 2016 aangesteld als coach van Aston Villa, dat in het voorgaande seizoen degradeerde naar de Championship. De club zette hem op 3 oktober 2016 op straat, na een dienstverband van slechts 124 dagen.

## Erelijst
Als speler
 FC Aarau
- Nationalliga A: 1992/93

 Chelsea
- Europacup II: 1997/98
- UEFA Super Cup: 1998
- FA Cup: 1996/97, 1999/00
- League Cup: 1997/98
- FA Community Shield: 2000

Als trainer
 West Bromwich Albion
- Promotie naar Premier League: 2009/10

 Chelsea
- UEFA Champions League: 2011/12
- FA Cup: 2011/12

Individueel
- Premier League Manager of the Month: september 2010